# Jerze
Jerze è una frazione (Ortschaft) della città di Bockenem, nel land della Bassa Sassonia, in Germania.

## Storia
Già comune autonomo nel circondario di Gandersheim, fu soppresso e incorporato a Bockenem il 1º marzo 1974.
| Controllo di autorità | VIAF (EN) 313262692 |